# Downtown Erbil

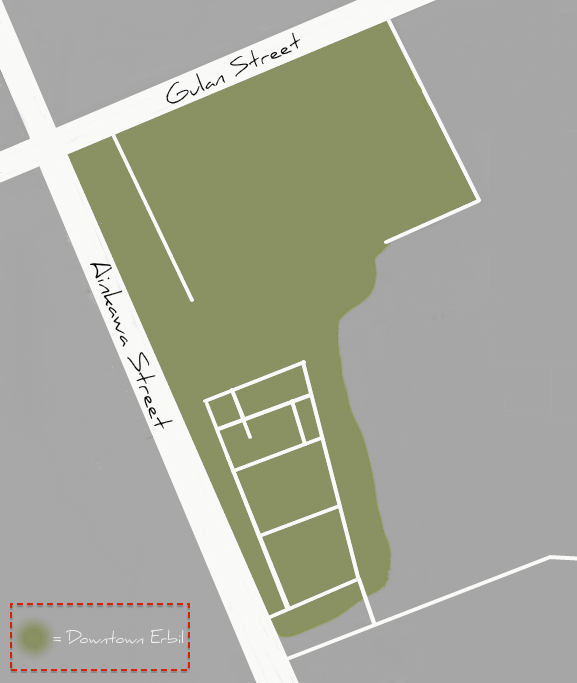
Skizze der Lage

Downtown Erbil ist ein Großprojekt für einen Gebäudekomplex der Stadt Erbil in der autonomen Region Kurdistan im Irak. Die Planung und Umsetzung übernimmt Emaar Properties, das größte Immobilienunternehmen der Vereinigten Arabischen Emirate. Downtown Dubai dient hierbei als Vorbild.
Die Kosten werden sich auf 3 Milliarden US-Dollar belaufen. Die Projektfläche umfasst 541.000 m² und soll u. a. für Hotels, Wohnungen und ein Einkaufszentrum genutzt werden. Das Projekt hat ca. 35.000 Arbeitsplätze geschaffen.

## Gebäude

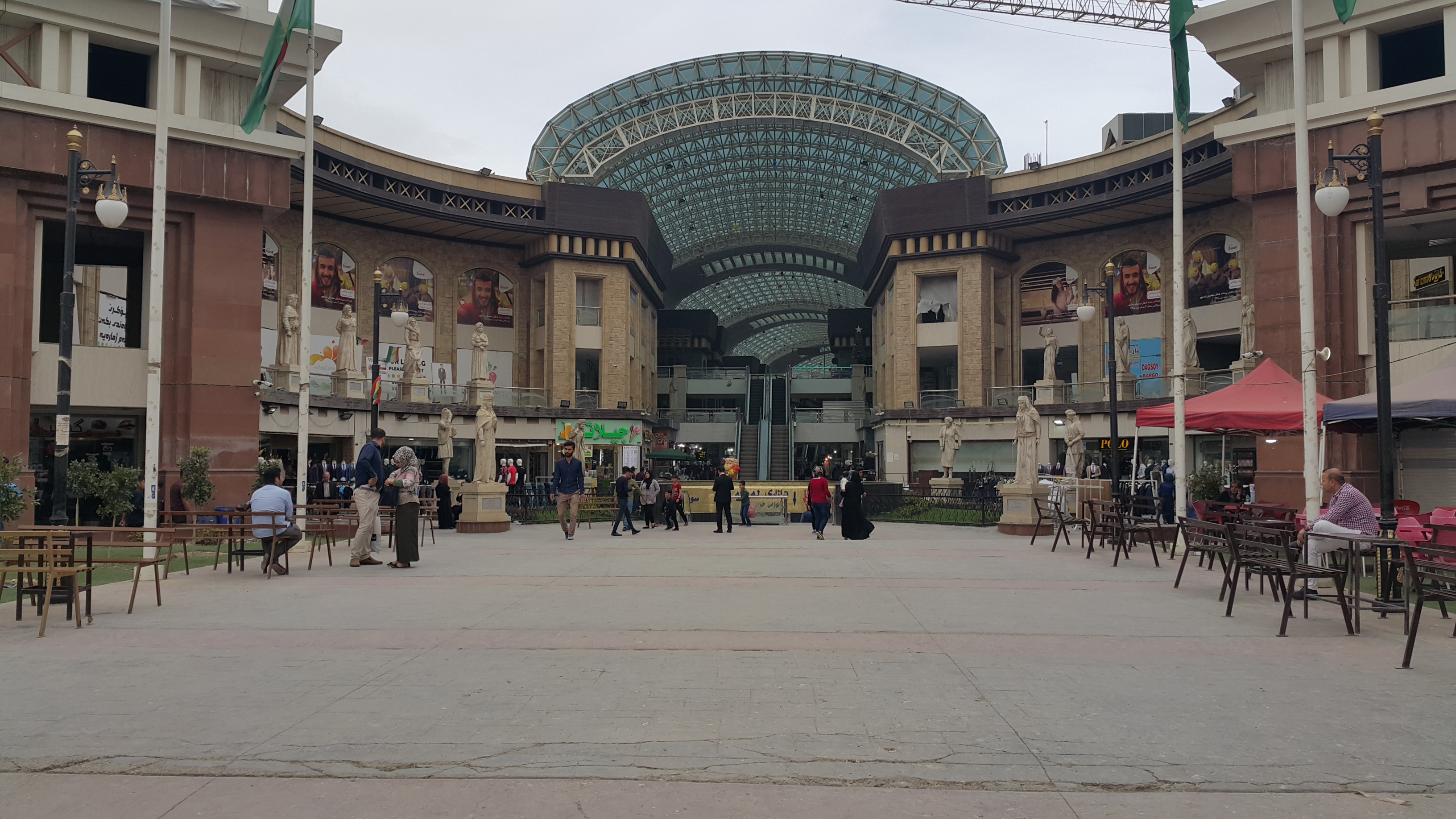
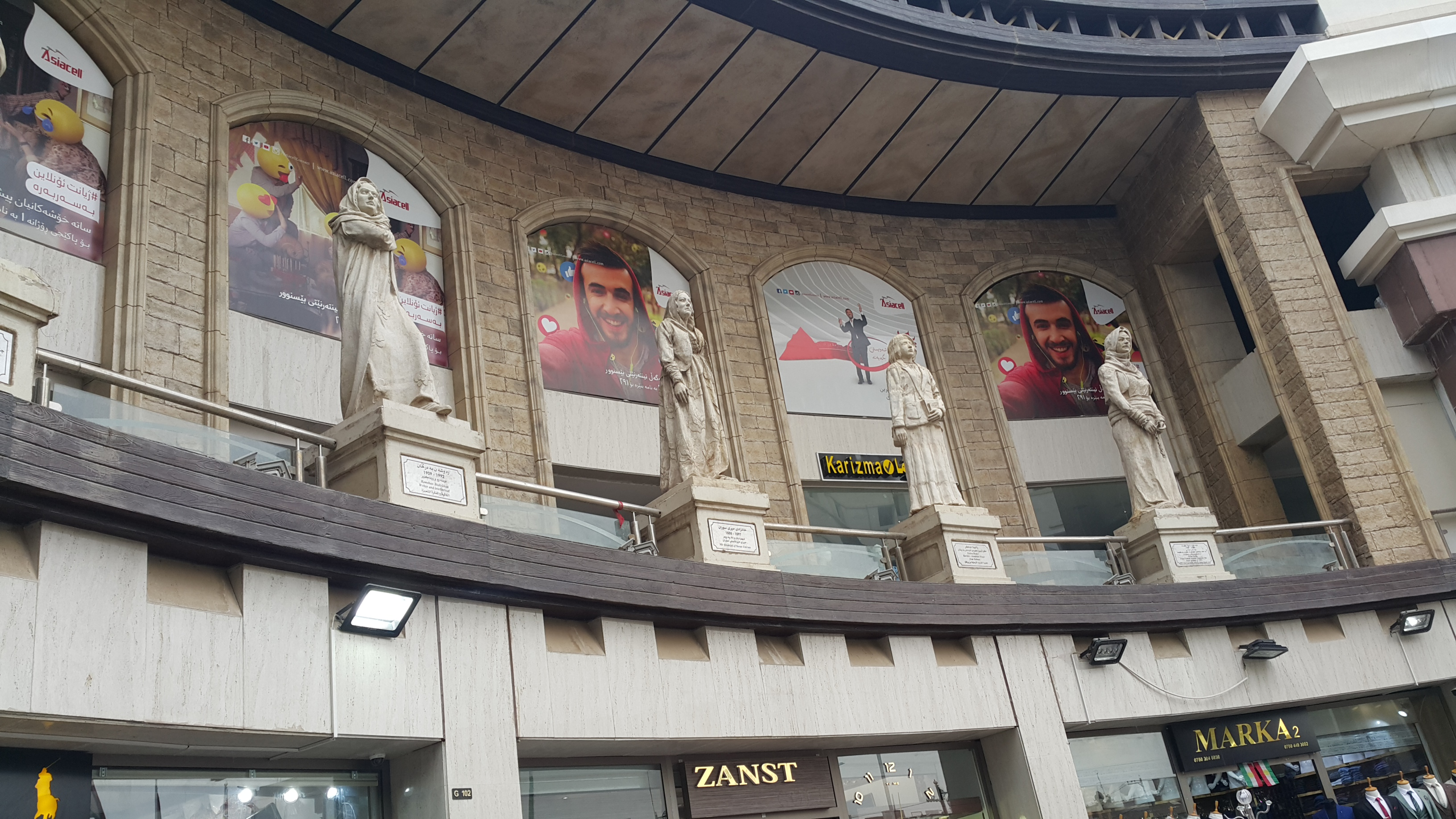
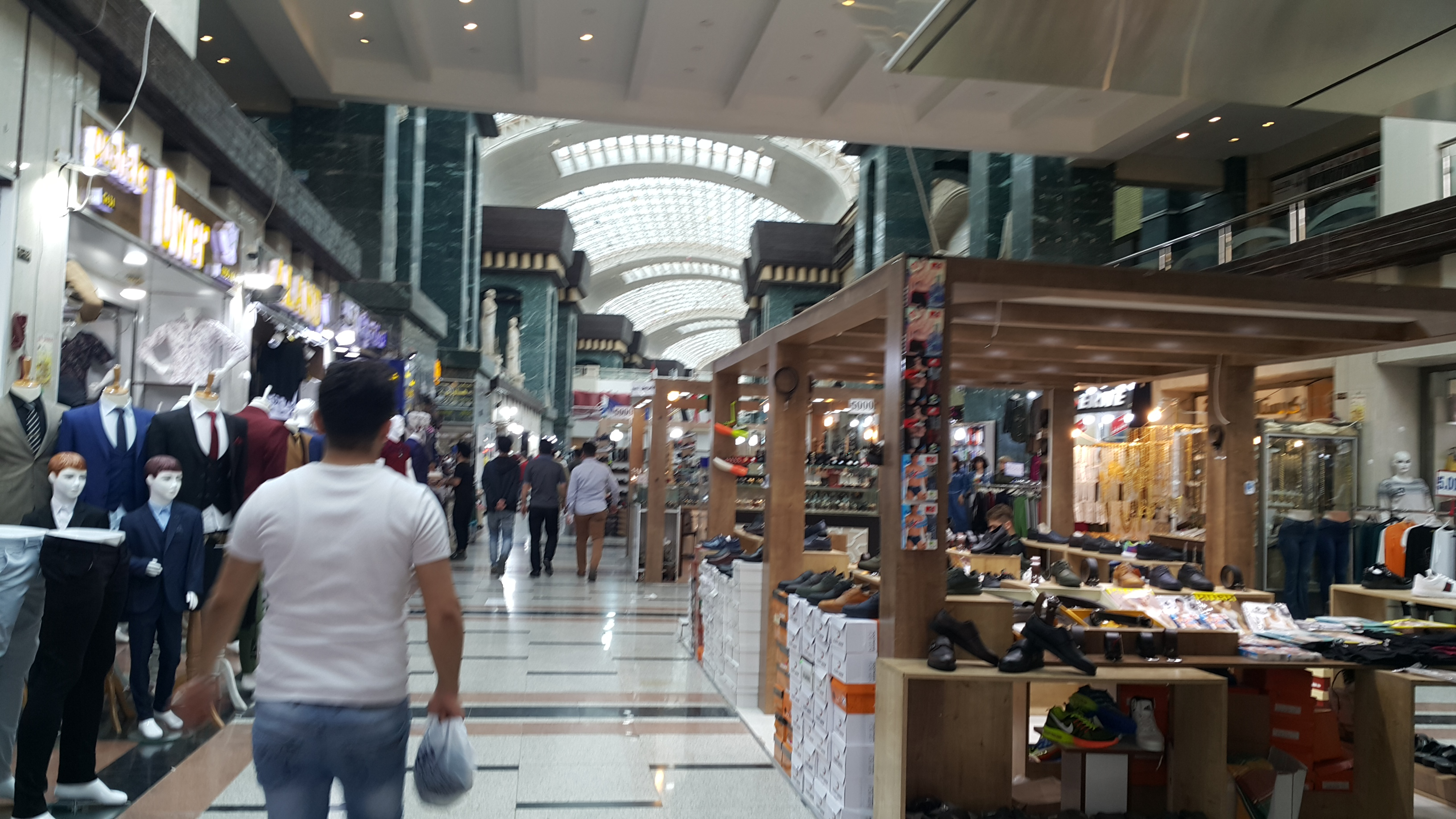

- Twin Towers (im Bau)
- Claren Towers (im Bau)